# Aplocera annexata
Aplocera annexata is een vlinder uit de familie spanners (Geometridae). De wetenschappelijke naam is voor het eerst geldig gepubliceerd in 1830 door  Freyer.
De soort komt voor in Europa.